# Enokijansko pismo
Enokijansko pismo ili anđeosko pismo ili enokijanski jezik, magično pismo kojeg su, tobože, otkrili ili razvili renesansni učenjaci, dvorski astrolog i čarobnjak John Dee (1527. - 1608.) i njegov suradnik, medij Edward Kelley (1555. - 1597.), koji su tvrdili da su im to magično pismo predali anđeli putem vizija. Uz pomoć tog pisma uspostavili su sustav enokijanske magije kojeg su u 19. stoljeću djelomično preuzeli i razradili tadašnji britanski okultisti.
Objavu tog pisma primio je Kelley 1583. godine tijekom komunikacije s anđelima. Abeceda se sastoji od 21 slova i njome je napisano djelo Liber Loagaeth. Knjiga se sastojala od 49 tablica velikih slova i kvadrata stvorenih o 49x49 slova. Otprilike godinu dana kasnije, kada su Dee i Kelley bili na dvoru poljskog kralja Stjepana Báthoryja (1576. – 1586.), Kelley je, navodno, primio 48 stihova s engleskim prijevodom, nazvanih "Anđeoski ključevi" (Claves Angelicae), koji su služili za dešifriranje tekstova.

## Vanjske poveznice
- Enokijansko pismo – omniglot.com (engl.)
- Enokijansko pismo – skyknowledge.com (engl.)
- Anđeoski jezik – theosophical.org (engl.)